# Didemnum roberti
Didemnum roberti är en sjöpungsart som beskrevs av Wilhelm Michaelsen 1930. Didemnum roberti ingår i släktet Didemnum och familjen Didemnidae. Inga underarter finns listade i Catalogue of Life.